# Serena Lo Bue
Serena Lo Bue, née en 1995, est une rameuse légère italienne. Elle est en compétition avec sa sœur Giorgia Lo Bue dans l'épreuve de la paire légère et aux championnats du monde d'aviron 2018 à Plovdiv, en Bulgarie, elles sont devenues championnes du monde,.
Elle est médaillée d'or du quatre avec barreur aux Jeux méditerranéens de plage de 2019 à Patras.